# Весенняя школа по теоретической биологии
Весенняя школа по теоретической биологии — ежегодное мероприятие (конференция), организуемая в Эстонии и посвященная проблемам общей, теоретической и математической биологии.
Первая школа была организована в 1975 году. Материалы школы регулярно публикуются в серии Schola Biotheoretica.
Весенние школы по теоретической биологии организуются Эстонским обществом естествоиспытателей, а с девяностых годов прошлого века — также центром Якоба фон Икскюля совместно с Тартуским университетом и Эстонским университетом естественных наук.